# Кеита Сунама
Кеита Сунама (јап. 砂間啓太, романизовано Keita Sunama; Јаматокоријама, 8. мај 1995) јапански је пливач чија ужа специјалност су трке мешовитим стилом. 

## Спортска каријера
Сунама је пливањем почео да се бави веома рано, још као трогодишњи дечак, а први запаженији успех у каријери постигао је 2013. на светском јуниорском првенству у Дубаију где је освојио четири медаље, од чега једну златну трци штафета на 4×100 мешовито.
Међународну сениорску каријеру је почео да гради наступима на митинзима светског купа у малим базенима, а прво велико сениорско такмичење на коме је наступио је била Универзијада у корејском Квангџуу 2015, где је освојио две медаље, сребро на 200 леђно и бронзу на 400 мешовито. 
Потом се неколико година фокусирао на митинге светског купа, а успешан повратак на велика такмичења је имао 2018. освајањем петог места на панпацифичком првенству у Токију у трци на 200 леђно, односно освајањем бронзане медаље у истој дисциплини на Азијским играма у Џакарти. 
На светским првенствима је дебитовао у корејском Квангџуу 2019, где је пливао у квалификацијама трке на 200 леђно које је окончао на 19. месту. 